# Kungsholmen
Kungsholmen é a maior ilha de Estocolmo, localizada na parte central da cidade.                                                                         
Está situada no lado oriental do lago Mälaren e pertence à província histórica da Uppland. 
Está separada da terra firme a norte pelo estreito braço de água de Karlbergskanalen, Karlbergssjön e Barnhusviken.  No lado sul, está separado da ilha de Södermalm pelo fiorde Riddarfjärden, com uns 400 m de largura.

Tem uma área de 4 km 2.

Kungsholmen está principalmente ocupada por espaços habitacionais, com bastantes restaurantes e cafés em ruas como a Hantverkargatan e a Fleminggatan.                                                                                            Há ainda a destacar a presença de vários parques citadinos, pontos turísticos e instituições político-administrativas, como por exemplo a Stadshuset (a atual câmara municipal de Estocolmo/prefeitura de Estocolmo, onde é realizado anualmente o banquete do Prémio Nobel) e o parque Rålambshovsparken (com áreas ajardinadas, parque infantil, anfiteatro cultural). 

Compreende 5 "bairros administrativos" (stadsdelar) - Kungsholmen, Marieberg, Fredhäll, Kristineberg e Stadshagen 

## Etimologia
O nome geográfico Kungsholmen (lit. "ilha do rei") foi escolhido pelo próprio rei Carlos XI da Suécia em 1672.
A ilha está mencionada nesse mesmo ano como Konungszhollmen.

## Património turístico
Alguns pontos turísticos mais procurados atualmente são:

- Stadshuset – Câmara municipal de Estocolmo (br: Prefeitura de Estocolmo)
- Rålambshovsparken – Parque citadino

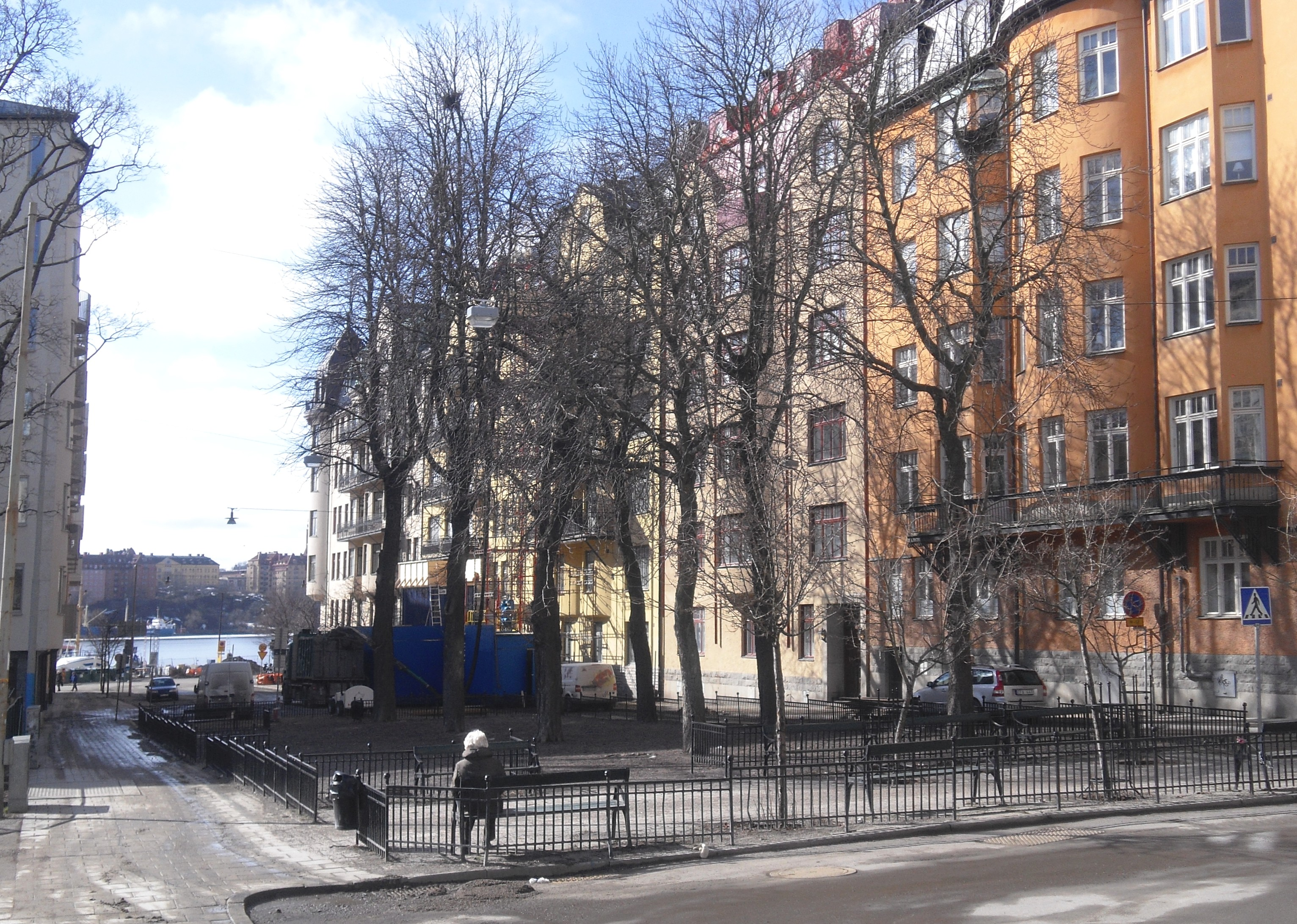
Uma rua de Kungsholmen
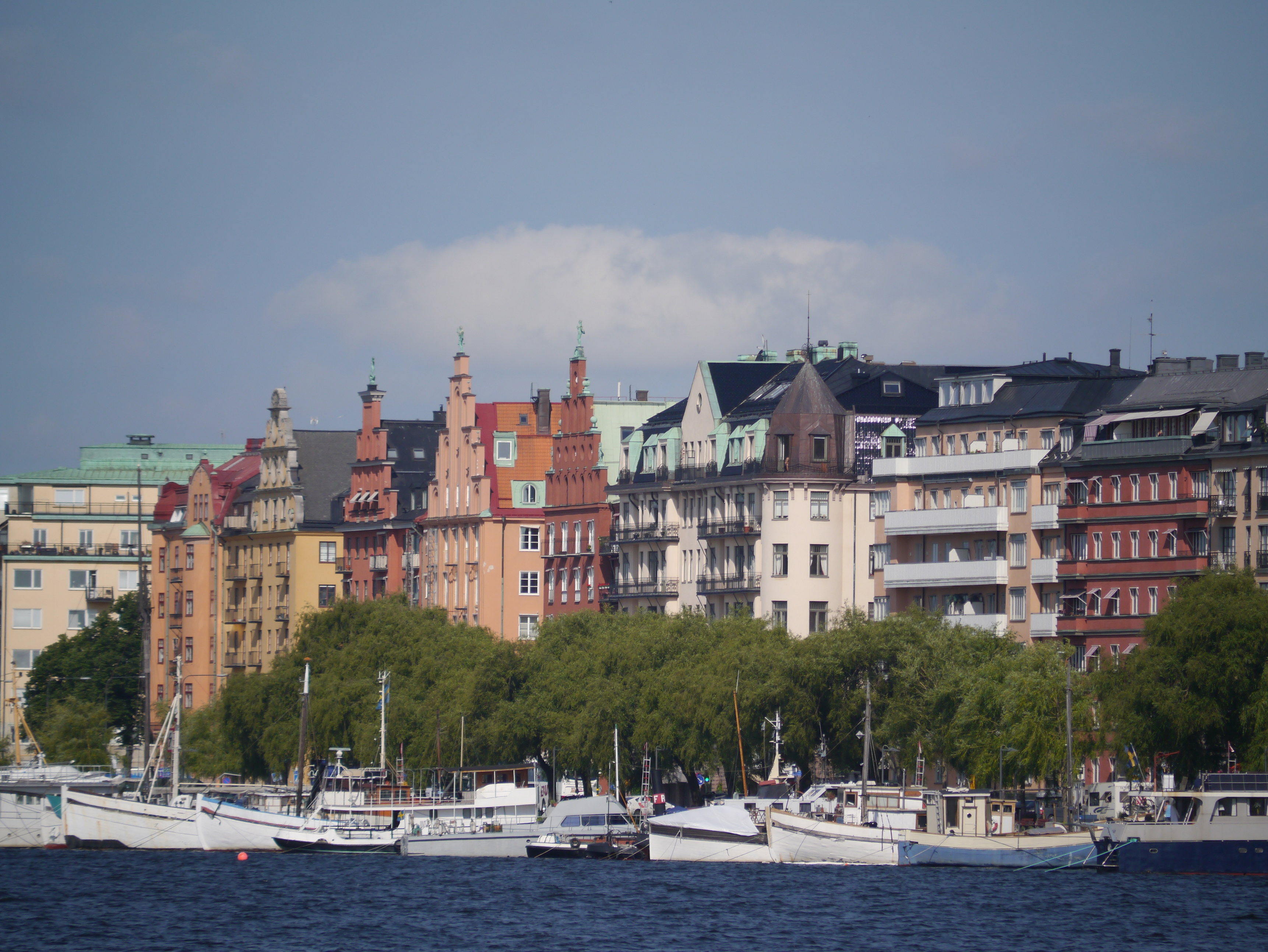
Kungsholmen e as águas do lago Mälaren
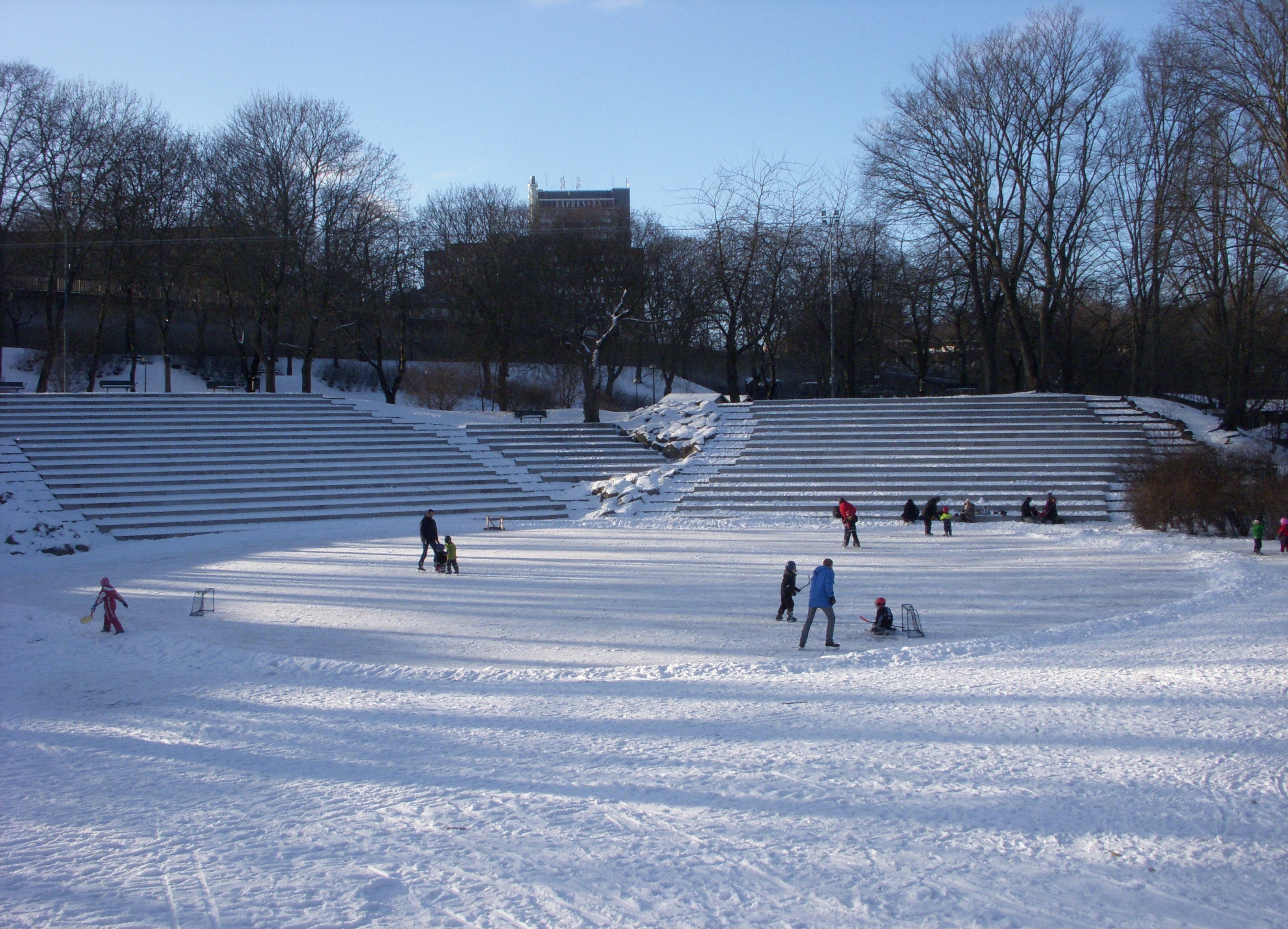
O anfiteatro do parque Rålambshovsparken no inverno
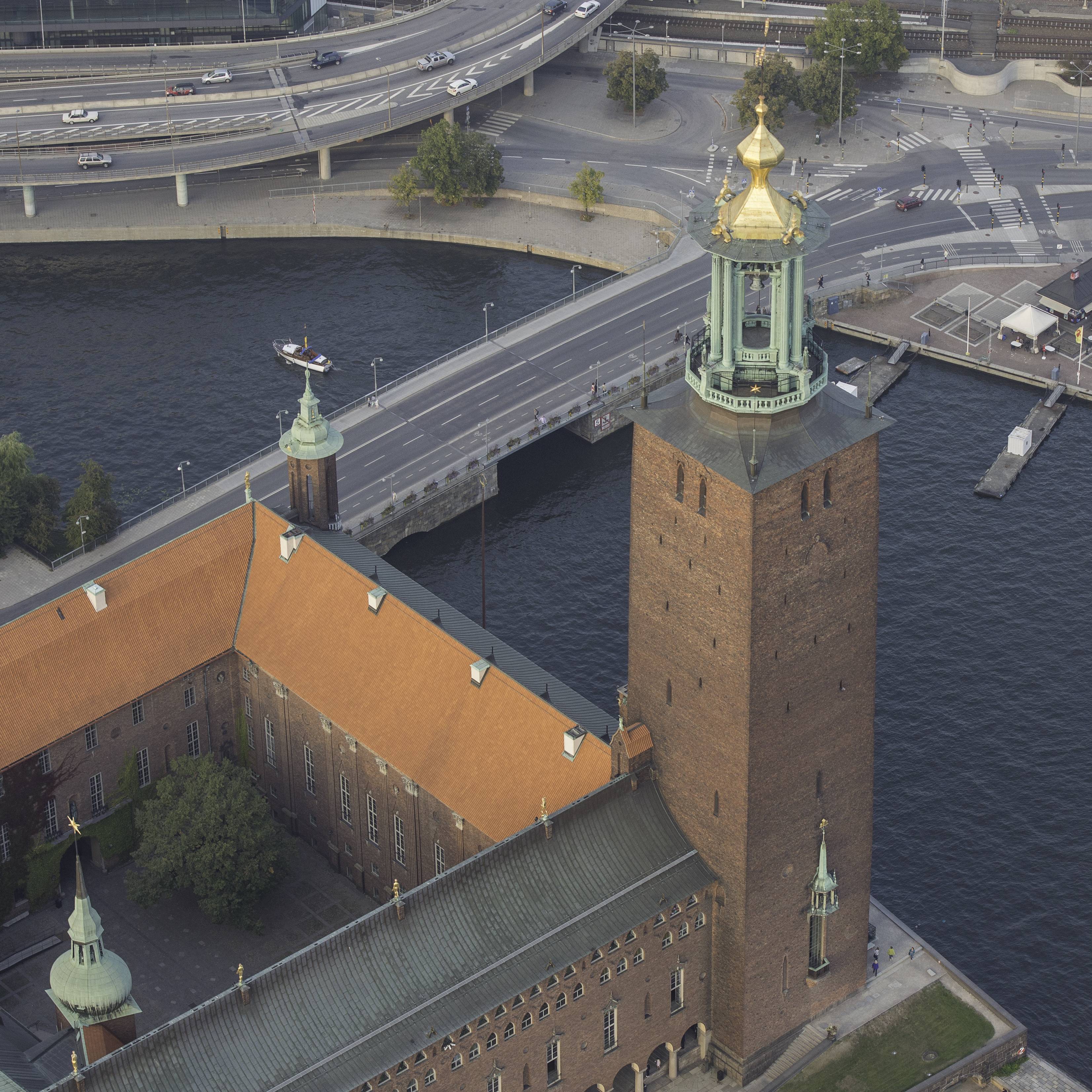
Vista aérea da Stadshuset (Câmara municipal de Estocolmo/ Prefeitura de Estocolmo)